# Цовінар
Цовінар (вірм. Ծովինար) — село в марзі Гегаркунік, на сході Вірменії. Село розташоване на трасі Єреван — Севан — Мартуні — Варденіс, за 13 км на схід від міста Мартуні, за 27 км на захід від міста Варденіс, за 5 км на північний схід від села Варденік та за 4 км на захід від села Арцваніст.